# Hill-Hufeisennase

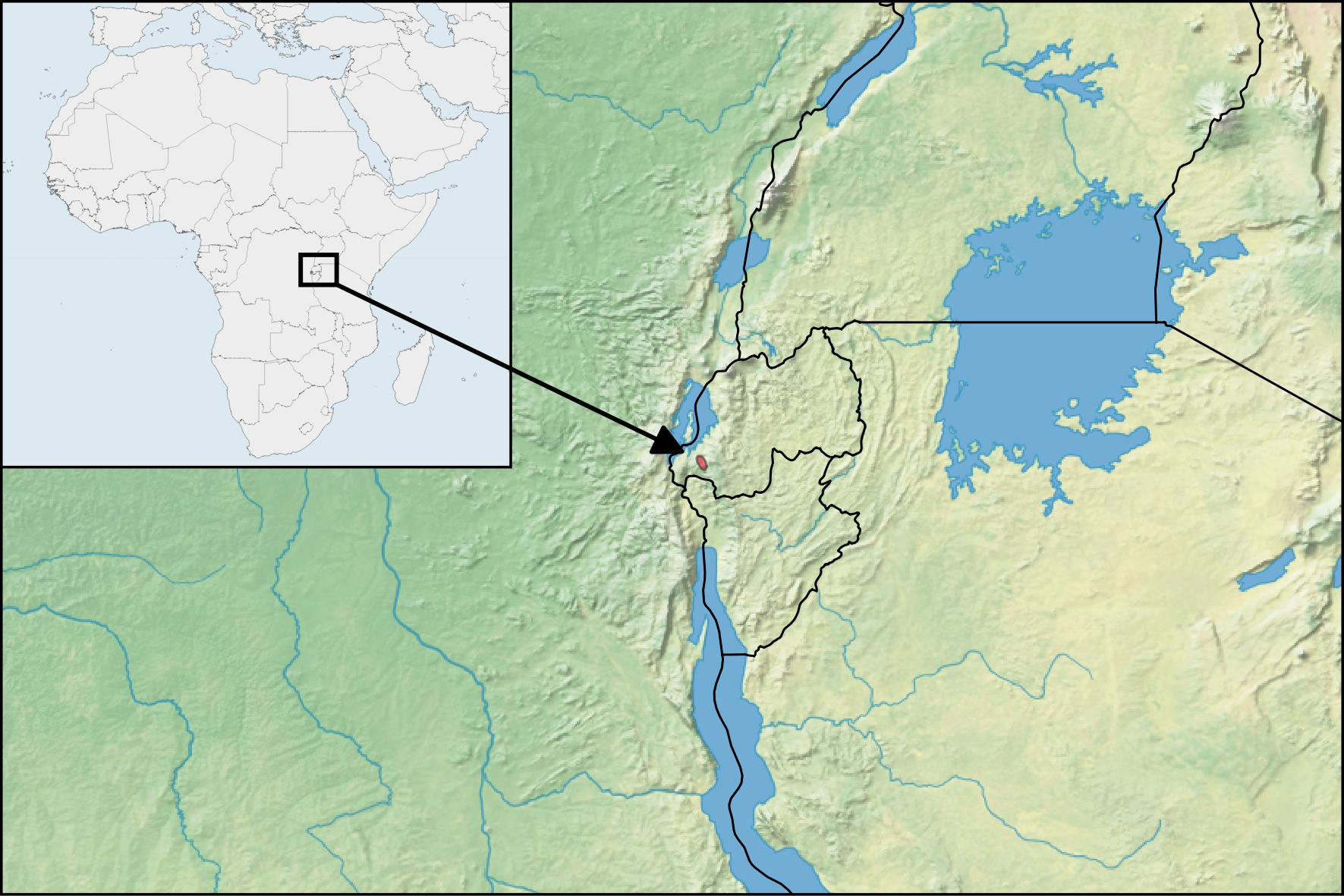
Verbreitungsgebiet der Hill-Hufeisennase

Die Hill-Hufeisennase (Rhinolophus hilli) ist eine sehr seltene Fledermausart, die nur in Ruanda vorkommt. Sie wurde 2019 nach 40 Jahren erstmals wieder nachgewiesen.

## Beschreibung
Da die Art bisher nur dreimal erfasst wurde, beruhen alle Größenangaben auf einem einzigen Exemplar, dem Holotypus. Die Kopf-Rumpflänge des Holotypus betrug 62,7 mm, der Schwanz war 29,3 mm lang. Die Unterarmlängen betrugen 54,2 bzw. 54,3 mm, die mittelgroßen Ohren wurden mit 28,7 mm vermessen. Die Fellfarbe ist sowohl am Bauch als auch am Rücken dunkelbraun. Flügel und Schwanzflughaut sind von dunkelgrauer Färbung. Die Ohren haben neun Falten, der Antitragus ist sehr groß. Das Nasenblatt besteht aus einer dreieckigen Lanze, die auffallend größer ist als der Sattel (sella). Die Lanze und der Sattel sind deutlich voneinander getrennt. Der zweite Prämolar ist sehr klein und an der Lippe anliegend. Der erste Eckzahn sowie der vierte Prämolar berühren sich fast. Der dritte Prämolar ist wiederum zur Lippe hin verschoben. Der zweite und vierte Prämolar berühren sich nicht.

## Verbreitung und Gefährdung
Die Hill-Hufeisennase wurde bisher lediglich dreimal im Süd-Westen von Ruanda, im Nyungwe-Wald nachgewiesen. Die Art ist ein Endemit Ruandas. Der letzte Nachweis gelang 2019, nachdem die Art etwa 40 Jahre lang nicht gefunden werden konnte. Das Forscherteam brauchte drei Jahre, um die Art zu identifizieren. Die Art ist sehr kleinräumig verbreitet, zwischen den Fundorten lagen nur 8 km. Das Verbreitungsgebiet ist vermutlich kleiner als 10 km². In angrenzenden Gebieten des Nyungwe-Waldes konnte die Hill-Hufeisennase nicht nachgewiesen werden. Die IUCN führt die Art auf Grund des kleinen Verbreitungsgebiets und der Verschlechterung des Habitats durch Rodung des Waldes als „vom Aussterben bedroht“ („critically endangered“).

## Lebensweise
Die Hill-Hufeisennase bewohnt Tropische Bergregenwälder in einer Höhe von 2300 m. Die Quartiere befinden sich in Höhlen.

## Systematik, Etymologie und Forschungsgeschichte
Der Holotypus wurde am 25. August 1964 durch U. Goepel im Nyungwe-Wald in Uwinka gesammelt. 1973 erfolgte die Erstbeschreibung der Art durch Villy Aellen. Die Hill-Hufeisennase wurde zunächst als Unterart der Maclaud-Hufeisennase (R. maclaudii), später als Unterart der Ruwenzori-Hufeisennase (R. ruwenzorii) geführt. Morphologische Unterschiede führten zur Arttrennung.